# Gospodarka Dżibuti
Gospodarka Dżibuti – gospodarka rynkowa w dużym stopniu oparta na usługach, związanych ze strategicznym położeniem kraju nad Morzem Czerwonym. Dzięki nowoczesnemu portowi (i strefie wolnocłowej otwartej 3 stycznia 2017) zlokalizowanemu w stolicy kraju duże korzyści przynoszą opłaty tranzytowe, cła oraz podatki pośrednie. Ogromne inwestycje chińskich firm przyspieszyły wzrost PKB, który od 2013 wynosi ponad 5%. Duże znaczenie ma także nowa linia kolejowa łącząca Dżibuti z Etiopią. Według szacunków Międzynarodowego Funduszu Walutowego do 2020 wzrost gospodarczy ma wynosić ok. 7% rocznie.
Pomimo dużego wzrostu 23% ludności tego milionowego kraju żyje poniżej granicy ubóstwa, a 39% pełnoletnich obywateli państwa jest bezrobotnych. Kraj uzależniony jest od importu żywności oraz produkcji energii z silników Diesla, a od kilku lat chińskie przedsiębiorstwa rozwijają w kraju hydroelektrownie.
Według rządowej strategii Vision of Djibouti 2035 w ciągu 20 lat kraj ma osiągnąć status gospodarki wschodzącej i ma się stać hubem handlowym dla całej Afryki Wschodniej. Roczny wzrost gospodarczy ma wynosić między 7,5 a 10% rocznie.
W 2018 roku Dżibuti zajęło 154. miejsce (na 190) w rankingu Doing Business.

## Sektory gospodarki

### Rolnictwo
Ze względu na klimat podrównikowy suchy oraz niedostateczne zasoby słodkiej wody rolnictwo w Dżibuti jest słabo rozwinięte. Stanowi zaledwie 3% struktury PKB, ale zapewnia pracę 10% zatrudnionych. Ponadto w kraju istnieje duże zagrożenie klęskami żywiołowymi (susze, trzęsienia ziemi, pustynnienie), co dodatkowo utrudnia rozwój rolnictwa. W Dżibuti znajduje się 6 tys. ha ziemi uprawnej, z czego 3,6 tys. ha ziem wymaga stosowania systemów irygacyjnych. Z powodu niewielkich możliwości prowadzenia upraw, większość ludzi zajmuje się hodowlą zwierząt (bydło, owce, kozy), które eksportuje się na rynki zagraniczne. Z tych powodów ponad 78% ludności kraju mieszka w miastach. Z powodu mało wydajnych gospodarstw większość potrzebnej żywności importuje się.

### Przemysł
Z powodu dużej zależności państwa od handlu międzynarodowego oraz niewielkich zasobów surowców mineralnych, przemysł odgrywa niewielką rolę w gospodarce Dżibuti. Od kilku lat rząd stara się rozwijać tę gałąź gospodarki poprzez liberalizację prawa, a co za tym idzie przyciąganiem inwestycji z zagranicy. W latach 2010–2014 wzrost inwestycji zagranicznych wyniósł 32%. W kraju działa 30 dużych przedsiębiorstw handlowych, które stanowią 1% wszystkich zarejestrowanych w Dżibuti firm. Koncentrują się one głównie na rynku wewnętrznym. Najwięcej firm działa w branżach budowlanych, spożywczych oraz produkcji plastiku i papieru. Pomimo występowania złóż gipsu, miki, siarki, ametystów, granitu i marmuru nie są eksploatowane.

### Energetyka
W 2015 roku 50% mieszkańców Dżibuti posiadało dostęp do energii elektrycznej, na obszarach wiejskich było to 14%. Całkowita ilość wytworzonej energii wyniosła 100 MW. W 2015 roku miks energetyczny kraju w 75% opierał się na energii importowanej z hydroelektrowni w Etiopii, 17% energii pochodziło z elektrowni wiatrowych, a pozostałe 8% z elektrowni geotermalnych. Prawie cała sieć energetyczna kraju skupiona jest wokół stolicy i pobliskich miast, jednak często dochodzi do przerw w dostawach prądu z powodu przestarzałych linii energetycznych.
Według rządowej strategii Vision of Djibouti 2035 do 2020 roku 100% energii elektrycznej ma pochodzić z odnawialnych źródeł energii. Wymaga to ogromnych inwestycji, a pieniądze na nie mają pochodzić od zagranicznych firm i organizacji międzynarodowych, które mocno wspierają rozwój OZE w Afryce Wschodniej. Ponadto sieć energetyczna Dżibuti ma zostać w większym stopniu zintegrowana z Etiopią.

### Turystyka
Dzięki parkom narodowym, piaszczystym plażom, licznym wyspom i jeziorom, Dżibuti ma duży potencjał do rozwoju turystyki. Przeszkodą jest jednak słabo rozwinięta sieć hotelowa i infrastruktura drogowa, lecz sukcesywnie poprawia się ona dzięki inwestycjom. W stolicy kraju znajduje się hotel Sheraton i Kempinski, jednak brakuje ofert dla osób o średnich i niskich dochodach. Prawie połowa turystów przybywa z Francji (48%), a 21% z innych krajów europejskich. 6% ruchu turystycznego pochodzi z innych państw Afryki, z czego większość z Etiopii. Dynamicznie przybywa również turystów z Chin oraz USA.

## Handel zagraniczny
Dżibuti ma ujemny bilans handlu zagranicznego. W 2015 roku wyeksportowała towary o wartości 72,6 mln dolarów, a importowała towary za 3,7 mld dolarów. Największymi partnerami handlowymi Dżibuti są Chiny, Arabia Saudyjska, Etiopia oraz Jemen.
W 2015 głównymi towarami eksportowanymi były zwierzęta (28%), węgiel drzewny (18%) oraz kawa (16%). Importowano głównie maszyny (17%), metale (16%), odzież (12%) oraz produkty spożywcze (11%).
Dżibuti jest członkiem kilku międzynarodowych organizacji handlowych takich, jak Liga Państw Arabskich, Unia Afrykańska, Światowa Organizacja Handlu oraz Międzyrządowa Władzy ds. Rozwoju.

## Infrastruktura

### Lotnicza
W 2013 roku w Dżibuti działało 13 lotnisk, z czego 3 miały asfaltowe pasy startowe. Największym portem lotniczym w kraju jest Dżibuti–Ambouli, które jako jedyne obsługuje loty międzykontynentalne. W kraju działają 3 linie lotnicze: Air Djibouti, Daallo Airlines oraz Warsan Airlines.

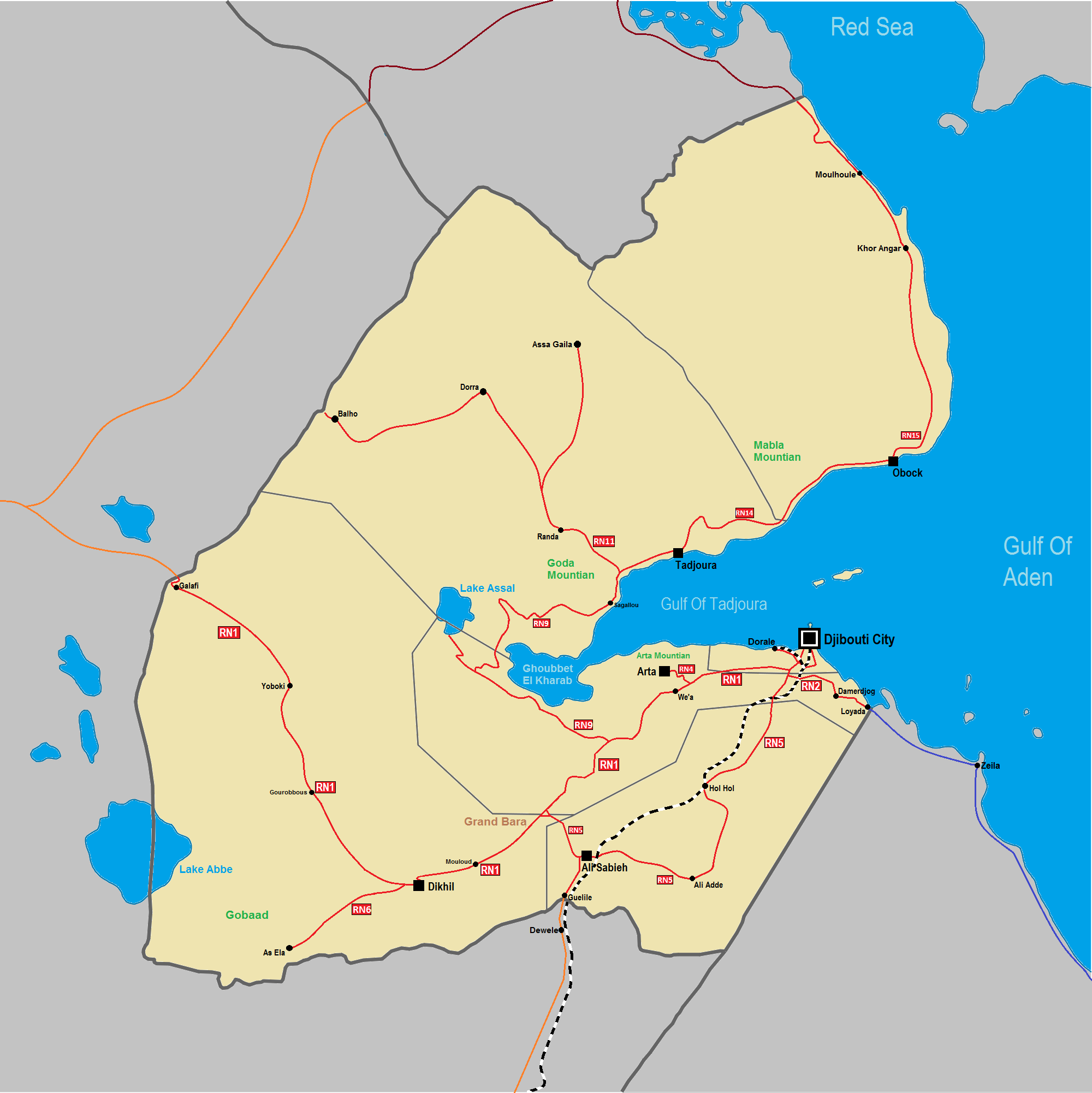
Na mapie zaznaczono drogi oraz linie kolejowe w Dżibuti.

### Kolejowa
W Dżibuti znajduje się jedna linia kolejowa o długości 97 km, która łączy stolicę kraju z Adids Abeba.

### Drogowa
W Dżibuti znajduje się 3065 km dróg, z czego 1379 km to drogi asfaltowe. W kraju nie ma autostrad.

### Telekomunikacyjna
W 2016 roku 13,1% ludności Dżibuti posiadało dostęp do Internetu. Z telefonów komórkowych korzysta ponad 345 tys. mieszkańców kraju.